# Districte alemany
El districte alemany (en alemany Kreis, plural Kreise) és un tipus d'unitat administrativa d'Alemanya. N'hi ha 439 i tenen un nivell intermedi entre els Länder (estats federats) i els nivells locals/municipals. No s'ha de confondre amb el Regierungsbezirk (Regió administrativa), que és un altre tipus de districte.

## Tipus de districtes
La majoria de districtes (295) són rurals, Landkreise. Les ciutats amb més de 100.000 habitants (menys, en alguns estats) no pertanyen a cap districte sinó que assumeixen elles mateixes tals responsabilitats formant un districte per elles mateixes. Aquests són els districtes urbans (Kreisfreie Städte / Stadtkreise). El 2004 se'n podien comptar 107 d'aquests, formant un total de 402 districtes. A la Rin del Nord-Westfàlia hi ha algunes ciutats amb més de 100.000 habitants que no formen districtes urbans, com ara Iserlohn, Recklinghausen, Siegen, Paderborn, Bergisch Gladbach, Witten i Neuss.

## Responsabilitats
Els districtes són responsables de:
- segons les lleis federals i regionals:
  - construcció i manteniment de carreteres de tipus B
  - altres plans de construcció que comprenen més d'una autoritat local
  - manteniment dels parcs naturals
  - benestar social
  - benestar del jovent
  - construcció i manteniment d'hospitals
  - construcció i manteniment d'instituts d'educació secundària
  - recollida d'escombraries
  - matriculació de cotxes
  - elecció del Landrat o Landrätin, el dirigent del districte.

- segons les lleis regionals: (difereixen en cada regió)
  - suport financer per a la cultura
  - construcció de zones de vianants i carrils bici
  - suport econòmic per intercanvis acadèmics
  - construcció i manteniment de biblioteques públiques
  - revitalització de l'economia
  - foment del turisme
  - gestió de les Volkshochschulen (escoles estatals d'educació per a adults)

Totes aquestes tasques són realitzades per les autoritats locals (municipals) en acció conjunta. Els districtes urbans tenen totes aquestes responsabilitats i també les municipals.

## Parlament del districte
El parlament del districte, el Kreistag, és l'òrgan legislatiu del districte i és el responsable de l'administració pròpia local. El parlament és escollit directament cada cinc anys, llevat de Baviera, on s'escull cada sis anys, i a Slesvig-Holstein, on es fa cada quatre.